# Apostolinnen (Brussel)

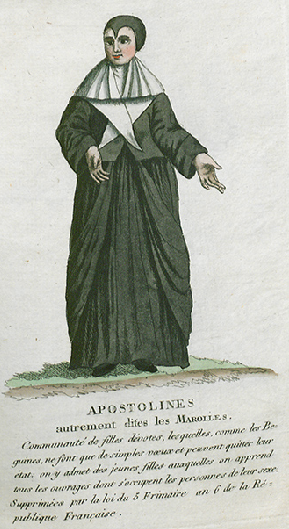
Een apostollin of marollezuster (tekening 1811)

De Apostolinnen van Brussel (1691 tot 1796) was een vrouwengemeenschap die eenvoudige geloften had afgelegd en onderwijs verstrekte aan arme meisjes.

## Geschiedenis
Volgens de traditie nam de stichtster van de Apostolinnen, de Antwerps-Catalaanse Agnes Baliques, in 1691 het initiatief voor een gemeenschap in Brussel. De zusters streken neer in een prostitutiebuurt genaamd Bovendaal, in wat nu de Montserratstraat is. Ze hielden er een verbeteringsinstelling voor 'gevallen' meisjes en verzorgden ook lessen in de parochieschool. Door de aanwezigheid van de zusters, die in de volksmond marollen heetten, stond de straat weldra bekend als op de Marollen (en later bij uitbreiding de hele wijk).
Nochtans zijn de sporen van die beginjaren schaars tot onbestaande. Recent is betoogd dat de Apostolinnen nooit in Bovendaal hebben verbleven en zich van bij het begin aan de Hooikaai in de benedenstad hebben gevestigd. Daar zijn ze in elk geval vanaf 1715 gedocumenteerd. Ze hadden toestemming van de stadsmagistraat en een koninklijk octrooi in 1713. In 1724 kregen ze statuten van de aartsbisschop. De hoofdactiviteit van de Apostolinnen was onderwijs, dat voor sommige arme meisjes bekostigd werd door een drietal stichtingen. Er was een internaat, maar de klassen konden ook in externaat worden gevolgd. De nadruk lag op het aanleren van kant- en borduurwerk.
In de persoon van Charles Henri Joseph Boot, heer van Veltem en La Motte, beschikten de Apostolinnen over een rijke weldoener. Rond 1753 konden ze een fraai gebedshuis optrekken, de Heilig Kruiskapel. In 1762 liet Boot hen bij testament 101.000 florijnen na met gedetailleerde instructies over hoe een stichting dit geld aan arme meisjes ten goede moest doen komen. Ze konden bij de Apostolinnen terecht van hun achtste tot hun twintigste. Bij hun vertrek konden ze zich laten uitbetalen voor hun arbeid of intreden geruggensteund door een lijfrente van 60 florijnen. Dankzij deze regeling konden in 1764 de eerste twaalf meisjes terecht in het pensionaat.
Het Franse bestuur maakte in 1796 een einde aan de Apostolinnen en hun school. Het jaar voordien waren er 41 zusters opgetekend. Ze verzamelden zich tegen 1804 nog enige tijd in het voormalige kapucijnenklooster, maar gingen definitief uiteen toen ze ook daar moesten vertrekken. Hun kapel deed nog enige tijd dienst als suikerraffinaderij.

## Voetnoten
1. ↑  Constant Van De Wiel, "Drie eeuwen apostolinnen. Archiefstukken", in: Ons Geestelijk Erf, 1979, nr. 53, p. 305
2. ↑  Luc Surdiacourt, De Marollen. Een eeuwenoud misverstand, 2018